# Fratercula arctica
Il pulcinella di mare (Fratercula arctica Linnaeus, 1758) è un uccello facente parte della famiglia delle Alche (Alcidae).
Popola i mari e le coste (limitatamente all'estate) dell'Atlantico settentrionale. La sua presenza è particolarmente importante sulle coste islandesi, ma si trova anche nelle coste norvegesi, bretoni, britanniche e dell'isola di Terranova, nonché sull'arcipelago delle Fær Øer e in Irlanda, sulle Skellig Islands o Skellig Rocks. 
Molto affine è la Fratercula cirrhata.

## Descrizione
È facilmente riconoscibile per via del suo becco triangolare, piatto (visto di lato molto grande, visto di fronte molto fine), di colore rosso, giallo e blu. Le guance sono grigie, la parte superiore è nera e quella inferiore è bianca. Le zampe sono di colore rosso/arancione.
Raggiunge una lunghezza di circa 30 cm per 400 - 600 g di peso. Il becco è alto 3,5 cm e lungo 4,5 cm, può contenere dai 12 ai 18 pesci alla volta e può anche scavare nidi nel terreno con l'aiuto delle sue zampe.
Ogni anno, maschi e femmine si danno appuntamento sulle scogliere a picco sul mare in Canada, Groenlandia e Nord Europa.

## Biologia
Nidifica in colonie sulle coste, sul terreno e passa l'inverno al largo (sul mare), anche nel Mar Mediterraneo occidentale. Il nido viene fatto in cunicoli sottoterra, solitamente utilizzando vecchie tane di conigli, anche se son capaci da sole di scavare con i loro artigli. Vi depongono un solo uovo.
Le tane possono esser lunghe 2 metri e posseggono alla fine una camera per la nidiata, che può esser coperta di piume, erba o altra vegetazione. L'incubazione dura tra i 38 e i 43 giorni, con entrambi i genitori che si alternano alla cova.
I pulcini lasciano i nidi la notte, per evitare la predazione di gabbiani e stercorari. Le ali sono molto piccole in confronto al corpo, per cui battono molto velocemente (300-400 battiti per minuto). La velocità a cui possono arrivare è approssimativamente di 80 km/h.

## Galleria d'immagini

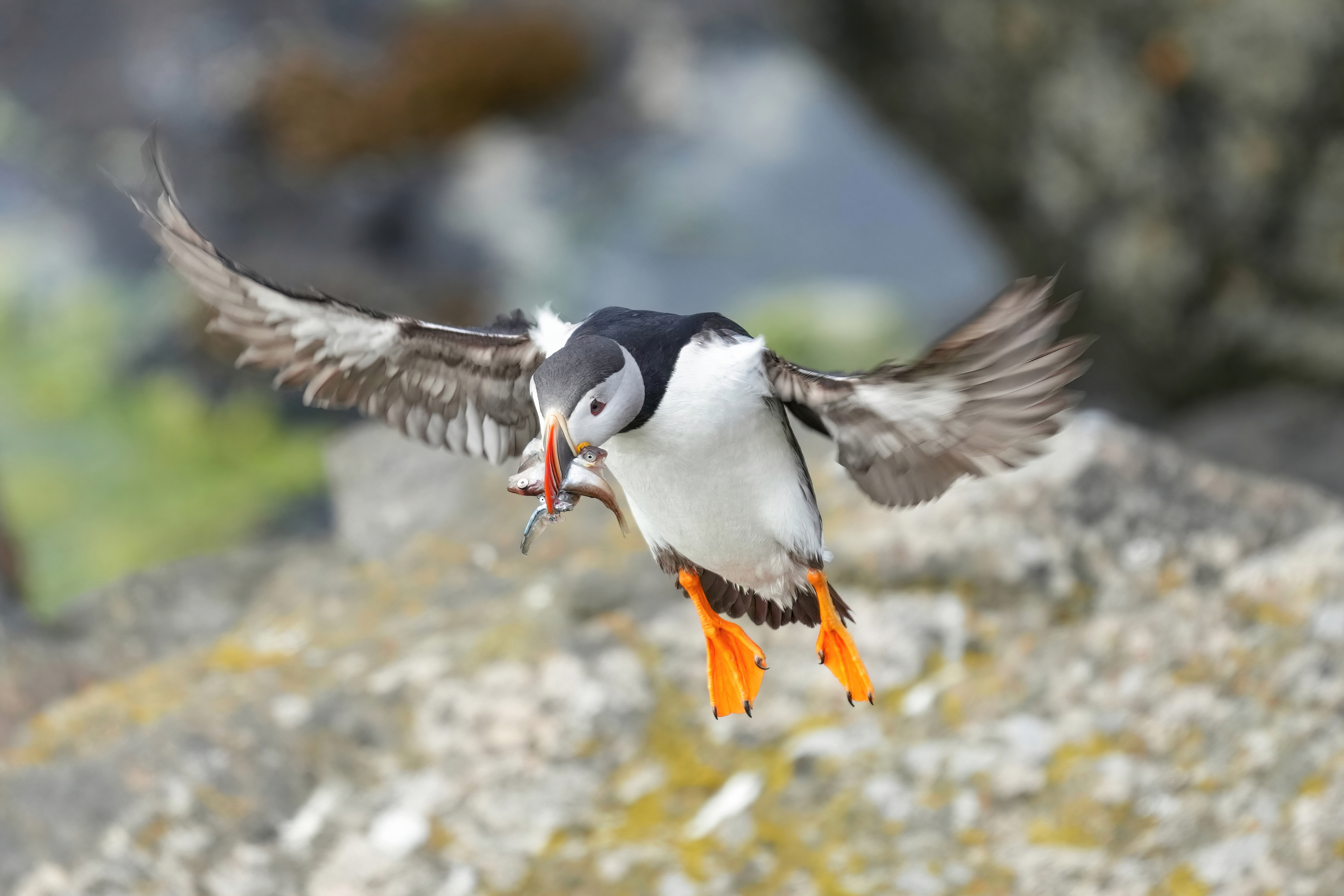
Adulto sul volo di ritorno con diversi pesci
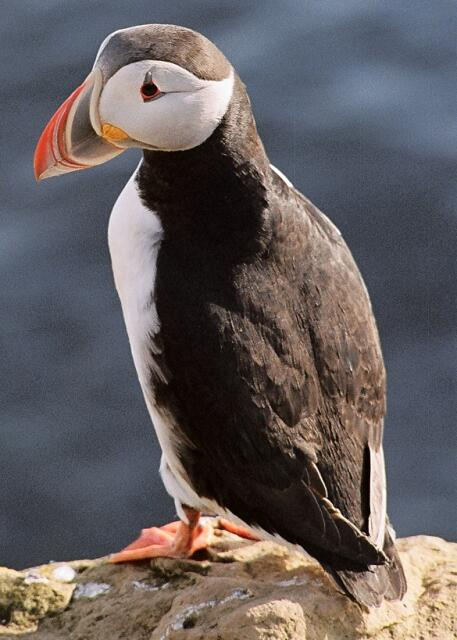
Un esemplare di pulcinella di mare sulla penisola Látrabjarg
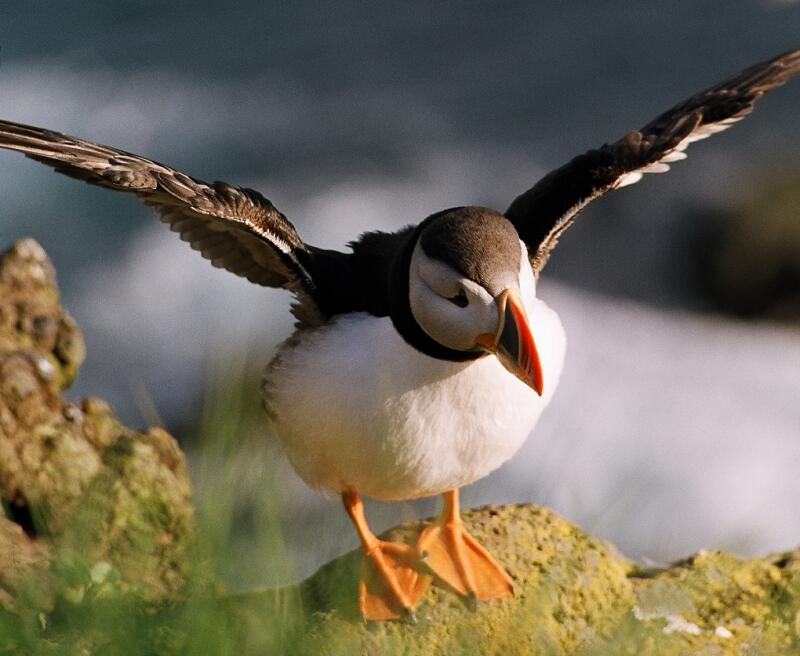
Un esemplare di pulcinella di mare sulla penisola Látrabjarg
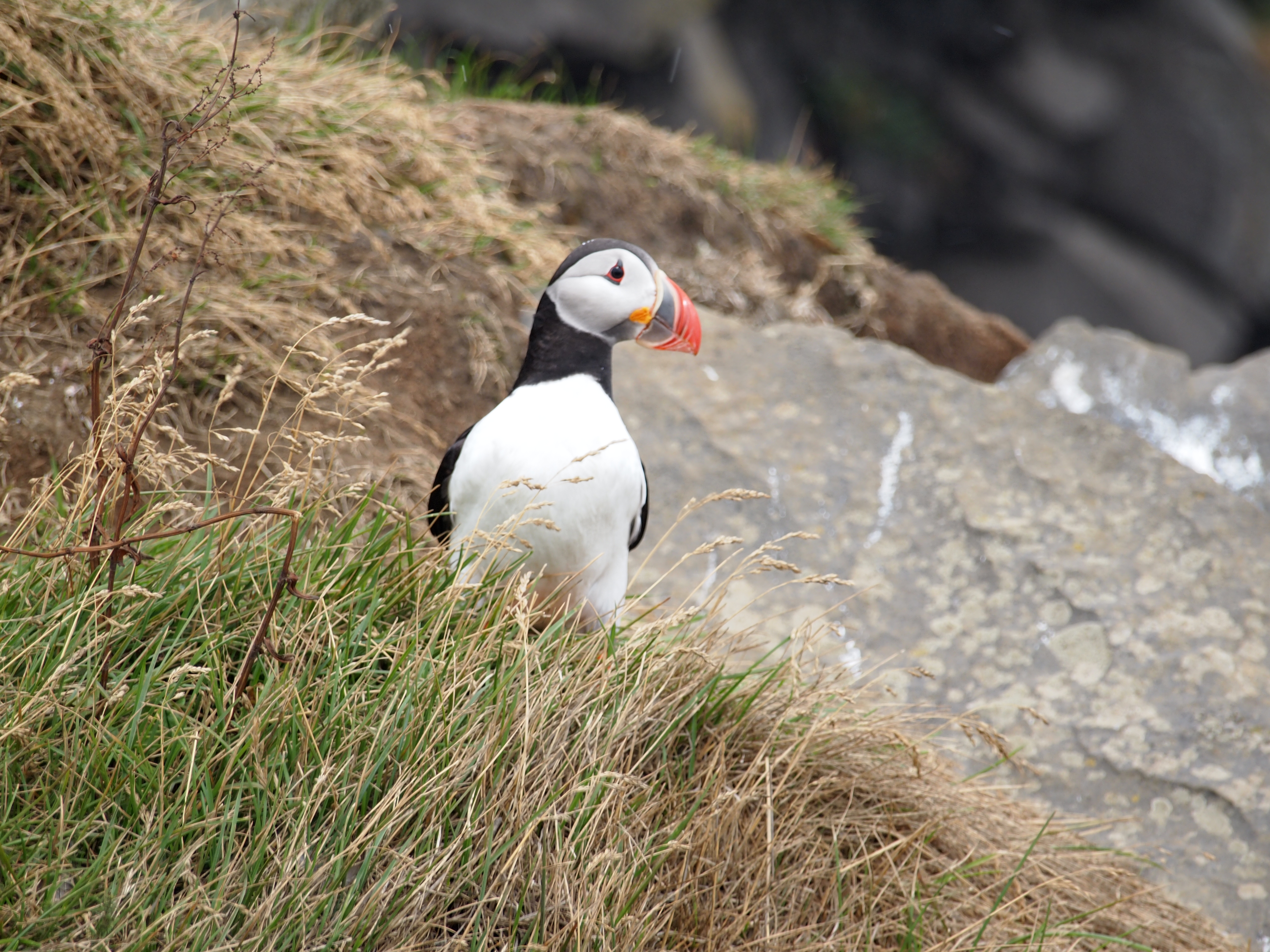
Un esemplare di pulcinella di mare presso la scogliera di Dyrhólaey
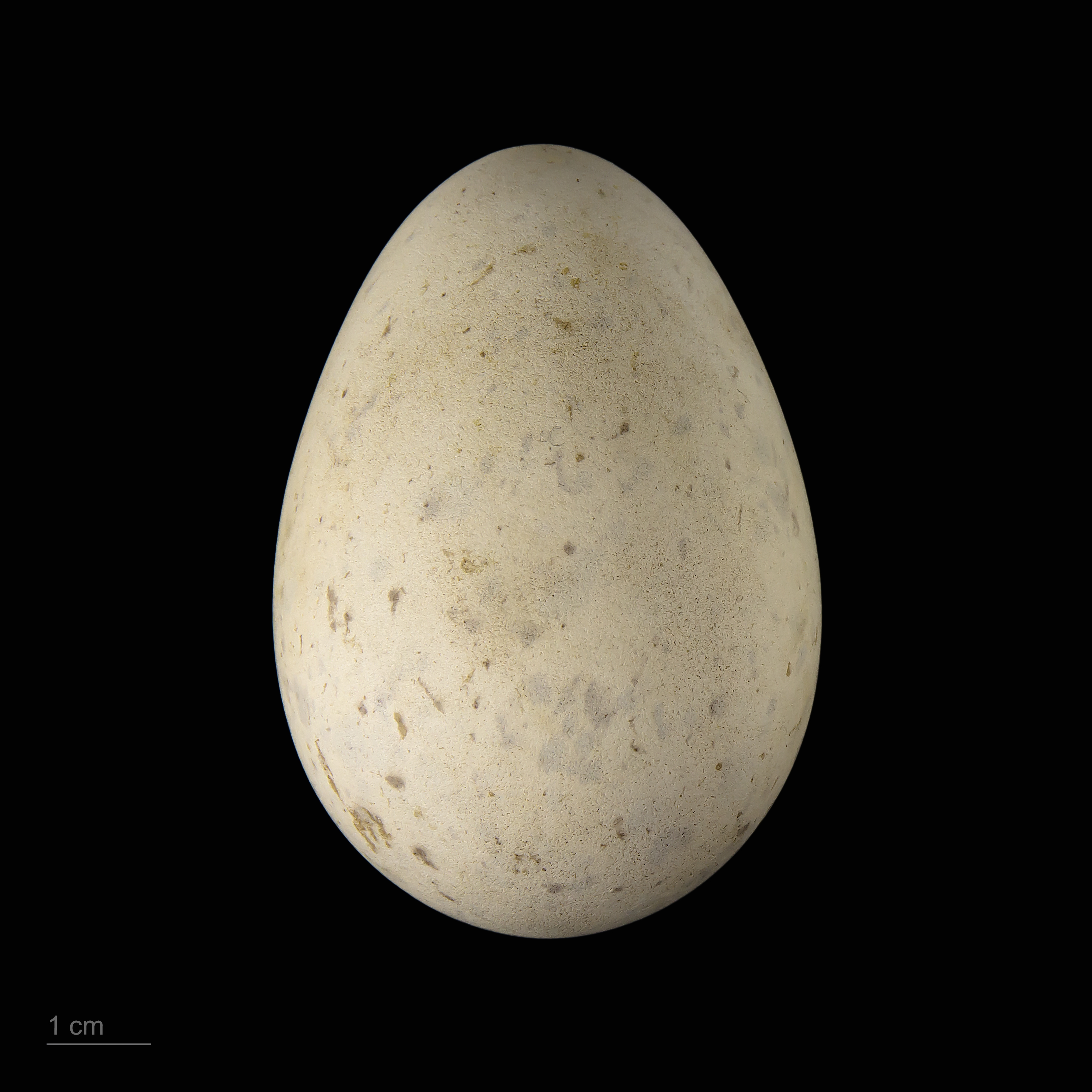
Un uovo di Fratercula arctica